# Alfredo Mantovano
Alfredo Mantovano (n. 14 ianuarie 1958, Lecce, Apulia, Italia) este un politician și magistrat italian.